# Peter Maicher
Peter Maicher (* 16. März 1944 in Mährisch-Ostrau, Ostrau, Protektorat Böhmen und Mähren) ist ein deutscher Gymnasiallehrer und Landtagsbeamter.

## Leben
Nöth studierte zwischen 1963 und 1968 Altphilologie und Neuere Deutsche Literaturwissenschaft an der Universität München. Er absolvierte 1968 die Prüfung für das Gymnasiallehramt. Danach arbeitete er als Referent für Öffentlichkeitsarbeit und Direktionsassistent bei Messerschmitt-Bölkow-Blohm. Zwischen 1972 und 1974 war er Referendar am Karlsgymnasium München-Pasing und schloss die zweite Staatsprüfung ab. Im Anschluss arbeitete er am Bayerischen Staatsministerium für Unterricht und Kultus und als Gymnasiallehrer.
197 wurde er Referent für Bildungs- und Kulturpolitik der CSU-Landtagsfraktion. 1987 wurde er Pressesprecher des Staatsministeriums und 1989 Geschäftsführer der CSU-Landtagsfraktion.
Am 1. Januar 1998 wurde er zum Landtagsdirektor am Bayerischen Landtag ernannt. Am 1. April 2009 ging er in den Ruhestand.